# Береснєв Борис Іванович
Бори́с Іва́нович Бе́реснєв (* 26 березня 1928, Курган — † 18 грудня 1990), український вчений в галузі фізики та техніки високих тисків, член-кореспондент АН УРСР за спеціальністю матеріалознавство — 1978.

## Життєпис
1951 року закінчив Московський інститут хімічного машинобудування, працював у інститутах АН СРСР.
1959 року захистив дисертацію на звання кандидата технічних наук.
З 1978 року постійним місцем роботи стає Донецький фізико-технічний інститут АН УРСР.
Його праці присвячені фізиці й техніці високих тисків, пластичному деформуванню матеріалів, створенню фізичних основ обробки металів високим тиском, апаратурі високого тиску.
Серед його робіт:
- «Умови витікання та зміна механічних властивостей металів при стискуванні їх рідиною високого тиску», Москва, 1959 — кандидатська робота,
- «Пластичність та міцність твердих тіл при високих тисках», 1970, «Наука»,
- «Процес гідроекструзії», разом з Трушиним Є. В., 1976, Москва, «Наука»,
- «Фізичні основи та практичне використання гідроекструзії», разом з Єзерським Костянтином Івановичем, Трушиним Євгеном Васильовичем, 1981, Москва, «Наука»,
- «Вплив високих тисків на речовину», разом із Зайцевим Вадимом Івановичем, Токиєм В. В., відповідальний редактор Георгій Курдюмов, 1987, Київ, «Наукова думка»,
- «Високі тиски в сучасних технологіях обробітку матеріалів», разом з Єзерським К. І., Каменецьким Б. І., Трушиним Е. В., 1988, Москва, «Наука».

Зареєстровано його патент «Спосіб зміцнення лужно-галоїдних кристалів», разом з М. В. Карловим, А. Г. Мелентьєвим, З. М. Надгорним, Г. І. Пересадою, Є. Г. Понятовським, Е. В. Сісакяном, Є. В. Трушиним.